# Гавриленко, Феодосия Петровна
Феодосия Петровна Гавриленко (1912—1999) — советская работница сельского хозяйства, звеньевая зерносовхоза, Герой Социалистического Труда.

## Биография
Родилась в 1912 году в хуторе Ново-Кузнецовский Области Войска Донского, ныне Зерноградского района Ростовской области.
Трудовую деятельность начала в конце 1920-х годов рядовой колхозницей. В 1930 году переехала в учебно-опытный зерносовхоз № 2 Мечётинского (с 1960 года — Зерноградского) района Ростовской области. В 1948 году возглавила звено по выращиванию пшеницы совхоза «Учебно-опытный» и этом же году на площади в 25 гектаров звено получило урожай пшеницы 31,82 центнера с гектара.
Умерла Феодосия Петровна в июне 1999 года.

## Награды
- Указом Президиума Верховного Совета СССР от 5 марта 1949 года за получение высоких урожаев пшеницы при выполнении совхозом плана сдачи государству сельскохозяйственных продуктов в 1948 году и обеспеченности семенами всех культур в размере полной потребности для весеннего сева 1949 года Гавриленко Феодосии Петровне присвоено звание Героя Социалистического Труда с вручением ордена Ленина и золотой медали «Серп и Молот».
- Также награждена медалями.